# 長野県稲荷山養護学校
長野県稲荷山養護学校（ながのけん いなりやまようごがっこう）は、長野県千曲市に所在する特別支援学校である。小学部・中学部・高等部を設置しており、稲荷山医療福祉センターに隣接している。また、長野県更級農業高等学校内に「更級分教室」が設置されている。

## 概要
スクールバスを5便（長野便、南長野便、須坂便、新町便、上田便）運行している。寄宿舎が併設されている。

## 年表
- 1964年9月8日 - 長野県諏訪養護学校分教室開設
- 1966年4月1日 - 中学部設置
- 1967年4月1日 - 長野県諏訪養護学校分室開設
- 1967年12月12日 - 独立学校への第1期工事（教室棟）着工
- 1968年5月17日 - 第1期工事竣工
- 1969年4月1日 - 長野県稲荷山養護学校開校、初代校長 三浦一夫 着任
- 1969年4月21日 - 第2期工事竣工
- 1970年4月27日 - 寄宿舎千曲寮開寮
- 1970年6月20日 - 第3期工事竣工・落成式挙行
- 1972年4月1日 - 高等部設置
- 1974年9月2日 - 高等部工事竣工
- 1974年10月7日 - 開校5周年記念式典、校歌・校章制定
- 1974年10月8〜9日 - 第12回中肢教育研究協議会会場校
- 1976年11月7日 - 同窓会発足
- 1978年8月30日 - プール竣工
- 1978年10月1日 - 校庭拡張し運動会挙行
- 1979年4月1日 - 県教委特殊教育研究指定校
- 1980年11月21日 - 県教委指定校研究発表会
- 1983年4月1日 - 文部省特殊教育実験校
- 1985年10月26日 - 文部省特殊教育実験学校研究発表会（全国より300余名参加）
- 1986年3月31日 - 全国はばたきの会「はばたき奨励賞」受賞
- 1988年11月20日 - 開校20周年記念式
- 1993年3月31日 - 全国はばたきの会「はばたき奨励賞」受賞
- 1995年10月4〜6日 - 第33回中肢教育研究協議会会場校
- 1997年12月5日 - 校舎改築準備会開催
- 1998年10月4日 - 開校30周年記念式典
- 2001年2月5日 - 校舎改築が決定
- 2002年3月28日 - 校舎改築の基本構想決定
- 2003年1月21日 - 校舎改築実施設計業者「北川原温建築都市研究所」に決定
- 2003年11月17日 - 用地造成工事開始
- 2004年1月22日 - 寄宿舎改修・高等部解体工事開始
- 2004年6月11日 - 体育館棟建築工事着手
- 2005年4月6〜7日 - 始業式・入学式、新体育館で挙行
- 2006年4月10日 - 入学式挙行、管理棟・特別教室棟・南棟・寄宿舎棟使用開始
- 2006年5月10日 - 校歌額掲額「お礼の会」
- 2006年10月12〜13日 - 第44回中肢教育研究協議会会場校
- 2007年4月1日 - 北教室棟・中教室棟使用開始、知肢併置養護学校となる
- 2007年10月5日 - 新稲荷山養護学校竣工式（稲養祭）
- 2008年10月3〜4日 - 開校40周年記念稲養祭、記念コンサート等開催
- 2010年4月1日 - 更級分教室移管（長野養護学校より）、医療的ケア教室「そよかぜ」開設
- 2010年9月22日 - 文科省特別支援教育総合推進事業 第一次学校公開・研究発表会
- 2011年4月1日 - 訪問教育部開設
- 2011年4月7日 - 形態食導入
- 2011年9月30日 - 文科省特別支援教育総合推進事業 第二次学校公開・研究発表会
- 2012年8月19〜21日 - 全肢P連長野大会開催
- 2013年7月25〜26日 - 第57回全肢頭研究協議会長野大会開催
- 2015年11月13日 - 日全肢研学校公開
- 2018年8月8〜10日 - 開校50周年記念稲養祭、記念コンサート等開催
- 2019年11月15日 - 本校PTA 文部科学大臣賞（優良PTA）受賞
- 2020年3月2日 - 新型コロナウイルス感染症予防対策のため臨時休業
- 2021年7月 - 厨房改修工事

## 在籍者数
| 区分                 | 人数  |
| -------------------- | ----- |
| 小学部               | 105名 |
| 中学部               | 75名  |
| 高等部               | 116名 |
| 更級分教室（高等部） | 24名  |
| 計                   | 320名 |
| 教職員数             | 221名 |

## 歴代校長一覧
| 代   | 氏名        | 就任年             |
| ---- | ----------- | ------------------ |
| 初代 | 三浦 一夫   | 1969年（昭和44年） |
| 2代  | 宮沢 恭久   | 1972年（昭和47年） |
| 3代  | 山崎 覚     | 1974年（昭和49年） |
| 4代  | 小林 英夫   | 1979年（昭和54年） |
| 5代  | 樽田 俊一   | 1981年（昭和56年） |
| 6代  | 児玉 芳男   | 1982年（昭和57年） |
| 7代  | 池内 朝雄   | 1986年（昭和61年） |
| 8代  | 濱本 俊輔   | 1989年（平成元年） |
| 9代  | 小野 晃男   | 1992年（平成4年）  |
| 10代 | 中原 忠志   | 1994年（平成6年）  |
| 11代 | 宮林 榮一   | 1996年（平成8年）  |
| 12代 | 平出 勲     | 1998年（平成10年） |
| 13代 | 森泉 和雄   | 2000年（平成12年） |
| 14代 | 一之瀬 竹治 | 2002年（平成14年） |
| 15代 | 韮澤 久人   | 2004年（平成16年） |
| 16代 | 水内 秀雄   | 2009年（平成21年） |
| 17代 | 中原 順治   | 2012年（平成24年） |
| 18代 | 宮坂 正     | 2015年（平成27年） |
| 19代 | 片桐 義章   | 2018年（平成30年） |
| 20代 | 池内 敬志   | 2022年（令和4年）  |
| 21代 | 倉島 さつき | 2023年（令和5年）  |

## 所在地
本校
〒387-0022　長野県千曲市野髙場1795
更級分教室
〒388-8007　長野県長野市篠ノ井布施高田200